# ヴァルキューレ作戦
ワルキューレ作戦（ドイツ語: Operation Walküre オペラツィオーン・ヴァルキューレ）は、ドイツ国防軍の国内予備軍が第二次世界大戦中に立案した国内予備軍の結集と動員に関する命令である。1944年7月20日のヒトラー暗殺未遂事件の際に起こったクラウス・フォン・シュタウフェンベルク大佐らによるクーデターに利用された作戦として知られている。
作戦名はリヒャルト・ワーグナーのオペラ『ニーベルングの指環』に登場する北欧神話の女神ヴァルキューレに因む。

## ヴァルキューレ作戦について
ヴァルキューレ作戦は1941年冬に国内予備軍を結集する方法として立案された。国内予備軍はドイツ国防軍の本国部隊で、前線へ送る将兵の訓練や部隊の編成・再編の役割を担う軍である。その国内予備軍を沿岸防衛や敵の空挺部隊上陸阻止などの任務に動員するための作戦がヴァルキューレ作戦だった。ヴァルキューレ作戦については国防軍以外の組織に洩らしてはならないとされていた。国内予備軍司令官、軍管区司令官、占領地域軍政長官などの金庫に封印されていた。
このヴァルキューレ作戦をヒトラー暗殺後のクーデターに利用できると踏んだ反ヒトラー派は、内乱鎮圧用の作戦へと修正していった。1943年7月31日に反ヒトラーグループのメンバーで国内予備軍一般軍務局長のフリードリヒ・オルブリヒト中将は「国内暴動」が発生した場合、国内予備軍と訓練部隊の一部を動員して新たな戦闘部隊を立ち上げるという修正を加えた。この命令が発動された時、各軍管区はただちに橋、発電所、通信施設といった重要施設を確保するための措置を取らねばならないとされた。表向きはドイツで強制労働させられている外国人労働者たちによる反乱に備えたものだった。
その後も国内予備軍参謀長になったクラウス・フォン・シュタウフェンベルク大佐がクーデターに利用しやすいように適時修正を行っていった。
ヴァルキューレ作戦の発動権限は国内予備軍司令官にのみあった。

## ヒトラー暗殺未遂事件後の発動
1944年7月20日のヒトラー暗殺未遂事件の中心人物クラウス・フォン・シュタウフェンベルク大佐、フリードリヒ・オルブリヒト大将、アルブレヒト・メルツ・フォン・クイルンハイム大佐らは国内予備軍の将校であった。シュタウフェンベルク大佐が東プロイセンのラステンブルクにある総統大本営「ヴォルフスシャンツェ」(狼の巣) において時限爆弾によるヒトラー暗殺未遂事件を起こすと、ベルリン・ベントラー街(国防省)の国内予備軍司令部は「SSが総統の逝去に乗じて反乱を起こした」としてヴァルキューレ作戦を発動した。本来ヴァルキューレ作戦の発動権限があるのは国内予備軍司令官であるフリードリヒ・フロム上級大将だが、フロムはクーデター・グループへの協力を拒否したので、オルブリヒトの副官クイルンハイム大佐が独断でヴァルキューレ作戦を発動した。シュタウフェンベルクがベントラー街に到着するとフロムは監禁され、各軍管区にヴァルキューレ作戦を実行するよう指令を出し続けた。
しかし「ヴォルフスシャンツェ」からもシュタウフェンベルクの逮捕を命じる指令が出され、各軍管区は相矛盾する命令に混乱してベントラー街には問い合わせが殺到した。シュタウフェンベルクらはその電話対応に追われた。ヴァルキューレ作戦に従ってクーデターを成功させたのはパリだけだった。パリではクーデター・グループのカール＝ハインリヒ・フォン・シュテュルプナーゲル大将がフランス駐留軍司令官をしていたこともあり、ヴァルキューレ作戦によるクーデターが成功した唯一の場所となった。フランス親衛隊及び警察高級指導者カール・オーベルク親衛隊中将とフランス保安警察及びSD司令官ヘルムート・クノッヘン親衛隊大佐以下1200人のフランス駐在SSが拘束された。
しかしクーデターはその日のうちに失敗に終わった。シュタウフェンベルクたちは7月21日未明にフロムの命令で銃殺刑に処せられた。